# FMA IA 54
Die FMA IA 54 Carancho war ein Segelflugzeug des argentinischen Herstellers Fábrica Argentina de Aviones.

## Geschichte
Ende der 1950er Jahre regte Reimar Horten theoretische Studien über laminare Strömungen bei Tragflächen an. Um die Ergebnisse diese Studien zu testen, entwickelte er 1960 ein Segelflugzeug, die IA 49, die jedoch nicht gebaut wurde. Erst als 1963 der argentinische Ingenieur Ricardo Emilio Olmed vorschlug, ein anderes experimentelles Segelflugzeug, das einfacher als das von Horten entwickelte Modell zu bauen war, hierfür zu verwenden, wurden die Arbeiten an der IA 54 aufgenommen. Die Maschine wurde inoffiziell Andencondor oder Condor V genannt.

## Konstruktion
Das Flugzeug bestand im Wesentlichen aus dem Rumpf eine früher abgestürzten zweisitzigen Condor IV und den neuartigen Tragflächen mit dem von Horton entwickelten Laminarprofil. Die Maschine war vollständig aus Holz gefertigt.

## Technische Daten
| Kenngröße                   | Daten   |
| --------------------------- | ------- |
| Besatzung                   | 1       |
| Passagiere                  | 1       |
| Länge                       | 12,45 m |
| Spannweite                  | 19 m    |
| Höhe                        | ? m     |
| Flügelfläche                | 29 m²   |
| Flügelstreckung             | ?       |
| Gleitzahl                   | ?       |
| Geringstes Sinken           | ? m/s   |
| Leermasse                   | ? kg    |
| max. Startmasse             | 548 kg  |
| max. Schleppgeschwindigkeit | ? km/h  |